# Révolte des Tuchins
 (octobre 2015).

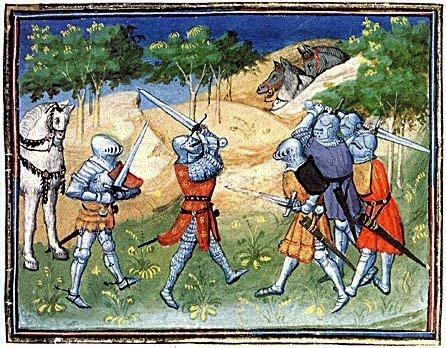
La révolte des Tuchins, Grandes Chroniques de France, XIV-XVe siècles, BnF.

La révolte des Tuchins ou Tuchinat (Revòlta dels Tuchins en occitan) est une série de révoltes survenues entre 1363 et 1384 en Auvergne puis en Languedoc, d'abord pour se défendre contre les méfaits des mercenaires qu'ils soient anglais, gascons ou français (routiers du duc Jean de Berry), puis contre les prélèvements fiscaux et le pouvoir centralisateur du royaume de France.
Le Tuchinat n'est pas une jacquerie spontanée mais une societas organisée dans un but défensif autour d'un chef, le capitaine, auquel on prêtait serment.

## Historique

### Les Tuchins
En Auvergne, on signale des Tuchins dès 1363, à Vieille-Brioude ; en 1367 et vers 1382, dans le diocèse de Saint-Flour. Mais la principale insurrection en Auvergne, la seule même qui mérite ce nom, eut lieu en 1384.
L'origine de cette appellation de Tuschin ou Touchin n'est pas tranchée : des auteurs savants la font dériver du bas latin tusca, "homme des bois", mais Marcellin Boudet propose plus prosaïquement "Tue-chiens". La première attestation du terme de Tuchins dans les sources languedociennes en novembre 1381 est contemporaine des ravages dus aux mercenaires bretons du duc de Berry. Elle  apparaît dans les comptes consulaires de Narbonne.
Les Tuchins sont des hommes du petit peuple, paysans et artisans, aux bonnes intentions de résistance contre les partisans anglais et contre leurs routiers, qui se muent peu à peu à leur tour en bandes de pillards. Ils se composent au départ de simples civils, principalement bourgeois, puis par la suite de bandes armées sur le modèle des routiers anglais et qui deviennent la force de manœuvre d'une révolte fiscale des bourgeois contre la charge supplémentaire imposée pour pacifier le pays contre les routiers.

### La révolte des Tuchins d'Auvergne
La révolte voit le jour en Auvergne. En 1360 Jean, duc de Berry, reçoit l'Auvergne en apanage par le traité de Brétigny. Ce dernier lève des sommes considérables pour la rançon de son père le roi Jean le Bon, fait nombre de prodigalités pour ses serviteurs mais également pour financer la construction de son immense palais à Riom. L'excès des impôts provient aussi de leur peu équitable répartition : les bourgeois, qui payaient 30 livres en devenant nobles, rejettent leur part sur les autres habitants de sa ville. Désormais 60 familles pauvres paieront 10 sols de plus chacune. Le peuple souffrait donc de ces saignées financières, ce qui monta ainsi le peuple contre la Noblesse et le Clergé. Une maxime des Tuchins est restée célèbre et montre l'anticléricalisme des insurgés : « Au feu, toi qui nous parles de l'enfer. »,
Le premier cas de Tuchinat avéré est la reprise de la ville de Brioude par les Tuchins sur la compagnie des routiers de Seguin de Badefol. En 1363, des troupes de Tuchins se forment et sillonnent les alentours d'Aurillac et de Saint-Flour. L'hiver 1383-1384 voit l'élection d'un chef tuchin originaire de Basse-Auvergne nommé Pierre de Brugère. Ce dernier vole les richesses et ornements de l'évêque d'Albi lors d'une embuscade ; il attaque également le convoi personnel de Jean de Berry, le détrousse de ses biens et massacre une partie de son escorte. Le duc, se sentant bafoué, lève des troupes et se lance à la poursuite des Tuchins dans le but de les mettre hors d'état de nuire. Brugère fuit avec ses troupes dans le nord du Languedoc avant de retourner en Auvergne et d'être capturé, privé de ses biens et exécuté.
Les Tuchins prennent pour nouveau chef un certain Garcia. Le tuchinat prend fin en Auvergne après la bataille de Mentières, près de Saint-Flour. Les chefs qui ne sont pas morts au combat sont exécutés au Puy, dont l'un brûlé vif.

### La révolte en Languedoc
À la suite de la victoire de Rosebecque, épisode de la guerre de Cent Ans lors duquel les désirs de liberté de la bourgeoisie flamande sont anéantis, la régence exercée par les oncles du Charles VI tourne à la guerre civile sur l'ensemble du territoire du royaume. Les bourgeois des grandes villes de France, à commencer par ceux de Paris qui avaient défendu l'intérêt de leur classe en soutenant les villes drapantes, sont ruinés ou exterminés au cours de parodies de procès, leurs fortunes détournées par les princes et leurs exécutants.
En Languedoc, l'épuration est conduite par le duc de Berry et celle-ci renforce le tuchinat, mouvement de révolte composé de paysans pauvres et armés originaires de la Haute-Auvergne. C'est désormais une guerre totale entre bourgeoisie et noblesse locale d'une part, armée et pouvoir royal d'autre part. Cette résistance s'appuie dès lors sur les compagnies anglaises démobilisées. Elle est menée par des bandes armées de paysans et d'artisans et est soutenue par certains grands seigneurs et par l'élite urbaine de la province.
Arrivés près de la vallée du Rhône, au début de 1382, les révoltés campent dans les gorges de la Cèze où ils sont rejoints par des nobles dont Régis de Saint-Michel-d'Euzet, Étienne Augier dit Ferragut du Pin, Vachon de Pont-Saint-Esprit et Verchère de Vénéjan qui prennent leur tête. Ils s’emparent alors de Cavillargues, Chusclan et Tresques avant de piller les châteaux de Sabran, La Roque-sur-Cèze, Saint-Laurent-des-Arbres et Cornillon. Dans ce dernier château se trouve le trésor de Clément VI. Son neveu, Guillaume III Roger de Beaufort, alors lieutenant des armes du sénéchal de Beaucaire, organise la répression. En septembre 1382, il recrute des mercenaires et fait venir une compagnie d’arbalétriers depuis Avignon. Ses troupes cantonnées à Bagnols-sur-Cèze attaquent alors Cornillon. Dirigées par Gantonnet d'Abzac, Commandant du Saint-Père pour le Païs de Saint-Esprit, celles-ci sèment la terreur. Guillaume III fait ensuite intervenir son capitaine des gardes de Bagnols, Jean Coq. Ce dernier réussit à pacifier le pays en expulsant les chefs du Tuchinat, ce qui permet de signer la paix en février 1383. Une partie des Tuchins refluèrent en Auvergne entre 1384 et 1389.
Dans la dernière moitié du XIVe siècle, Jean de Berry avait décidé de faire résider le sénéchal de Beaucaire à Nîmes : « La sénéchaussée de Beaucaire avait été transférée à Nîmes dans la première moitié du siècle ; par suite des guerres avec les Tuchins qui désolaient le pays, elle était revenue à Beaucaire, mais elle fut définitivement fixée à Nîmes par des lettres-patentes du duc, gouverneur du Languedoc, au mois de mai 1384 ».
Les Tuchins prirent également le parti de Charles Duras contre les Angevins en Provence lors de la guerre de l'Union d'Aix. L'épisode le plus dramatique fut la prise de la ville d'Arles. Au printemps de l'année 1384, le chef tuchin allié de Charles Duras, Étienne Augier plus connu sous le nom de Ferragut, s’installa dans les Alpilles, fit régner la terreur jusqu'au Rhône et prit la ville d'Arles le 24 juillet avec des complicités internes. Après quelques heures de troubles, les habitants se révoltèrent contre les Tuchins et les chassèrent de la cité. Le lendemain, une répression sévère fut menée contre leurs partisans. À cette période, la révolte était devenue impopulaire et l'aspiration à la paix la plus forte.